# Acto de ballet
El acto de ballet es un género lírico practicado en Francia en el siglo XVIII.
Esta corta pieza (un acto, de ahí su nombre) de puro divertimento combina espectáculo, música y danza en el marco de una intriga amorosa sin pretensiones y a menudo extraído de la mitología.
El acto de ballet y la entrée de ballet (o acto) de ópera-ballet tienen exactamente las mismas características: de hecho se trata de una forma única y el término de acto de ballet se aplica cuando es ejecutado de manera independiente. Sus papeles son perfectamente intercambiables. Se puede, por ejemplo, construir una ópera-ballet reagrupando actos de ballets diversos —e incluso de diferentes compositores— unidos por un tema común, o extraer una «entrée» particularmente apreciada, que se convierte entonces en un «acto de ballet».
El compositor más célebre de actos de ballet fue sin duda Jean-Philippe Rameau, y la obra maestra del género Pygmalion compuesta y representada en 1748. Otras composiciones de Rameau en el género del acto de ballet son las siguientes:
- La Naissance d'Osiris.
- La Guirlande.
- Anacréon (libreto de Louis de Cahusac).
- Anacréon (libreto de Pierre Joseph Bernard).
- Les Sybarites.
- Nélée et Myrthis.
- Io.
- Zéphyre.